# Jules Case

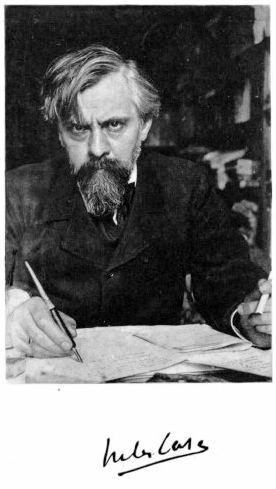
Jules Case, 1914

Jules Richard Case (* 24. Juni 1854 in Sens; † 15. Dezember 1931 in Straßburg) war ein französischer Schriftsteller, Journalist und Literaturkritiker.

## Leben
Case wurde als uneheliches Kind der Cassandra Richard gen. Case geboren. Der Vater ist unbekannt. Die in England gebürtige Mutter arbeitete später als Sprachlehrerin. Jules Case besuchte das Collège Sainte-Barbe in Annecy, wo seine Mutter zeitweilig lebte. 1873 leistete er seinen Militärdienst beim 23. Linienregiment. Von 1880 bis 1887 im Unterrichtsministerium beschäftigt, lernte er Guy de Maupassant kennen und knüpfte zu ihm freundschaftliche Beziehungen an. In dieser Zeit begann er seine schriftstellerischer Laufbahn. Er arbeitete als Journalist für verschiedene Zeitungen, unter anderem den Figaro, Le Globe und Le Réveil-Matin. Mehrere Jahre lang verfasste er die Theaterrezensionen für La Nouvelle Revue. Zwischen 1884 und 1902 veröffentlichte er elf Romane und zwei Theaterstücke.
Case starb 1931 in Straßburg und fand seine letzte Ruhestätte auf dem dortigen Polygone-Friedhof (Section 1-17-20). Das Grab schmückt ein schlichter Grabstein mit der Inschrift À Paris sa vie, à Strasbourg sa mort.

## Werke

### Romane
- La Petite Zette (1884)
- La Fille à Blanchard (1886)
- Bonnet rouge (1887)
- Âme en peine (1888)
- L'Amour artificiel (1889)
- Un Jeune Ménage (1891)
- Promesses (1892)
- Une Bourgeoise (1893)
- L'Étranger (1894)
- La Volonté du bonheur (1895)
- Les Sept Visages (1899)

### Theaterstücke
- La Vassale, Stück in 4 Akten, Paris, Comédie-Française, 17. Juli 1897, ausgezeichnet mit dem Prix Toirac.
- Stella, Stück in 4 Akten, Paris, Théâtre de la Renaissance, 25. Januar 1902